# リー・フリードランダー
リー・フリードランダー（Lee Friedlander、1934年7月14日 - ）は、アメリカ合衆国の写真家。ゲイリー・ウィノグランドらとともに、いわゆるコンポラ写真を代表する1人であるとともに、20世紀後半を代表する写真家の1人でもある。

## 概要
1966年12月にジョージ・イーストマンハウスで開催された「コンテンポラリー・フォトグラファーズ--社会的風景に向かって（Contemporary Photographers, Toward A Social Landscape）」展、1967年にニューヨーク近代美術館で開催された「ニュー・ドキュメンツ（New Documents）」展に出品して、新しい世代の写真家の1人として注目された。この写真展に触発される形で日本において「コンポラ写真（コンテンポラリー写真）」がブームとなった。
フリードランダーは4回ほど来日しており、その際に撮影した日本の桜の写真をまとめた写真集『Cherry Blossom Time in Japan: The Complete Works, Fraenkel Gallery』（2006年）も刊行している。
フリードランダーは世界でも最も高く評価されている写真家の一人とされ、2000年にはニューヨーク近代美術館が彼の作品1000点あまりを購入し、2005年にそれらを中心にした大規模な回顧展を実施した。この回顧展には500点を超える作品が出品されたが、これは同美術館が開催した一人の写真家の展覧会としては空前の規模であった。これについてチーフ・キュレーターのピーター・ガラッシは、フリードランダーが写真界に留まらず20世紀のアーティストとして最も重要な人物の一人であるとの見解を示し、展覧会の規模は妥当であるとしたとされる。
フリードランダーの写真は一見するとどこにでもある風景を写したスナップ写真に思われるが、その歴史的意義として指摘されるのは、それまでアメリカの風景をフリードランダーのようなやり方で表象したアーティストは存在しなかったという点である。また、実際にはフリードランダーは作品のコンポジションに多大な注意を払っており、ありふれているようで実は画面内に絶妙なバランスが成立していると考えられている。

## 代表作
- ルート9W, ニューヨーク - Route 9W, New York (1969年)
- ニュー・オーリンズ - New Orleans (1968年) ※ショーウィンドーのガラスに写った風景（自分を含む）を撮影した作品
- ニューヨーク（シリーズ「セルフ・ポートレート」より） - New York (1966年) ※コートを着た女性の後ろ姿に自分の影が写りこんでいる作品

## 日本語の主要文献
- 『世界の写真家101』（多木浩二・大島洋・編、新書館、1997年）：p206-p207（大日方欣一・執筆）
- 『カラー版世界写真史』（飯沢耕太郎・監修、美術出版社、2004年）：p110-p111（増田玲・執筆部分）

## 日本における展覧会
グループ展では取り上げられているが、本格的な個展は開催されていない。